# Ferrovia Cosenza-Pietrafitta
La ferrovia Cosenza-Pietrafitta era un tronco di 9 km, prima parte costruita del progetto di una ferrovia da Cosenza a Nocera Terinese, prevista nel quadro B della legge Baccarini del 1879, che avrebbe dovuto costituire il prolungamento della Sibari-Cosenza verso il sud.

## Storia
La linea fu aperta all'esercizio il 5 settembre del 1897 con l'intenzione di raggiungere il suo capolinea presso la marina di Nocera Terinese dove si sarebbe congiunta con la ferrovia Tirrenica Meridionale. La costruzione della ferrovia tuttavia si fermò presso Pietrafitta, che divenne capolinea. L'esercizio fu assunto dalla Rete Mediterranea che effettuava una coppia di treni misti di 1ª, 2ª e 3ª classe tra Cosenza e Pietrafitta con percorrenza tra 20 e 30 minuti.
Nel 1916 la breve ferrovia fu chiusa e concessa alla Società per le Strade Ferrate del Mediterraneo che la riutilizzò come primo tronco di una linea ferrata a scartamento ridotto per Catanzaro. Ad oggi la linea ha uno scartamento di 950 mm e fa parte dalla ferrovia Cosenza-Catanzaro Lido (a Pedace c'è il bivio per San Giovanni in Fiore, della ferrovia Cosenza-San Giovanni in Fiore) gestita dalla società Ferrovie della Calabria. La stazione di Pietrafitta ad oggi risulta essere abbandonata, nessun treno effettua servizio viaggiatori.

## Caratteristiche
La linea era a binario unico, a scartamento normale e con trazione a vapore.
Aveva origine nella stazione di Cosenza, termine della ferrovia Cosenza-Sibari, per proseguire nel quartiere Casali e Bosco di Cosenza. A metà linea vi era la stazione di Pedace dove cominciava una lunga galleria, al termine della quale vi era la stazione di Pietrafitta, dotata all'epoca di due binari più un'asta di manovra per garantire il posizionamento delle locomotive a vapore.
Nel 1916, dopo la cessione, venne applicato il binario a scartamento ridotto sulle stesse traversine realizzando un tratto a doppio scartamento, rimasto fino al 1989, dalla stazione di Cosenza fino a quella di Cosenza Casali, con prosecuzione a scartamento 950 mm fino a Catanzaro. L'asta fino alla stazione di Cosenza Casali veniva usata come asta di manovra per i treni nella stazione di Cosenza. Successivamente, con la costruzione della nuova stazione di Cosenza, fu eliminato il doppio scartamento (ne rimane qualche traccia presso il tronchino della stazione di Cosenza Casali).
In seguito allo smantellamento del secondo binario dell'ex capolinea, la stazione di Pietrafitta diventò una fermata a richiesta per anni, fino al 2019 quando fu rimossa dagli orari dei treni.
Questa ferrovia è stata la prima linea ferrata ad essere stata soppressa al servizio totale in Italia.